# Виолетовогърда амазона
Виолетовогърдата амазона (Amazona vinacea) е вид птица от семейство Папагалови (Psittacidae). Видът е застрашен от изчезване.

## Разпространение
Разпространен е в Аржентина, Бразилия и Парагвай.